# Dexia incisuralis
Dexia incisuralis är en tvåvingeart som först beskrevs av Baranov 1932.  Dexia incisuralis ingår i släktet Dexia och familjen parasitflugor. Inga underarter finns listade i Catalogue of Life.